# Socket T
Socket T (znany też jako Socket 775 albo LGA-775) – podstawka dla procesorów Intel Celeron, Pentium, opartych na jądrach Prescott, Cedar Mill, Gallatin, Smithfield, Presler, Conroe, procesorów Core 2 Duo, Core 2 Quad i Core 2 Extreme. W stosunku do poprzedniej podstawki procesorów Intela, Socket T umożliwia zastosowanie szybszej szyny systemowej (1333 MHz i powyżej), zawiera też więcej połączeń zasilających, co pozwala na użycie procesorów o większym zużyciu energii i bardziej skomplikowanej strukturze (większa powierzchnia jądra).
Socket T jest podstawką typu LGA (z ang. Land Grid Array), co oznacza, że obudowa procesora nie posiada nóżek, tylko złocone pola dotykowe na spodniej stronie, zaś w podstawce znajdują się sprężyste blaszki dotykające tych pól. Zastosowanie takiej podstawki pozwala nieznacznie obniżyć koszt produkcji procesora (łatwiej wyprodukować pola niż piny) i zmniejsza jego podatność na uszkodzenia w wyniku nieumiejętnego montażu, zwiększa jednak koszt płyty głównej (podstawka LGA jest droższa niż PGA) i zmniejsza niezawodność podstawek. We wczesnych płytach głównych z podstawkami LGA (szczególnie tańszych producentów) blaszki w podstawce wyginały się lub łamały, a nawet trwale odkształcały, uniemożliwiając wielokrotne wyjmowanie i wkładanie procesora. Socket T był pierwszą podstawką wyprodukowaną przez Intel typu LGA.
Wraz z Socket T zostały wprowadzone dodatkowe usprawnienia, takie jak pewniejszy sposób mocowania radiatora i wentylatora na procesorze (cztery punkty nacisku zamiast dwóch). Następcą jest LGA 1156.
Produkcja podstawki trwała od ok. 2004 roku, do ok. 2011/12 roku. Podstawka, będąc produkowana ponad 7 lat, była najdłużej produkowana.

## Procesory
Jądro Prescott:
- Intel Celeron D 3xx
- Intel Pentium 4 3.2F – 3.8F
- Intel Pentium 4 5xx

Jądra Prescott (Funkcja HT):
- Intel Pentium 4 630
- Intel Pentium 4 631
- Intel Pentium 4 640
- Intel Pentium 4 650
- Intel Pentium 4 660
- Intel Pentium 4 670
- Intel Pentium 4 EE 3.73

Jądro Cedar Mill:
- Intel Celeron D 4xx
- Intel Pentium 4 641
- Intel Pentium 4 651
- Intel Pentium 4 661
- Intel Pentium 4 671

Jądro Gallatin:
- Intel Pentium 4 EE 3.4
- Intel Pentium 4 EE 3.46

Jądro Smithfield:
- Intel Pentium D 8xx

Jądro Presler:
- Intel Pentium D 9xx

Jądro Conroe:
- Intel Celeron Single-Core (420, 430, 440, 450)
- Intel Celeron Dual-Core (E1200, E1300, E1400, E1500, E1600)
- Intel Pentium Dual Core (E2140, E2160, E2180, E2200, E2220)
- Intel Core 2 Duo (E4200, E4300, E4400, E4500, E4600, E4700, E6300, E6320, E6400, E6420, E6540, E6550, E6600, E6700, E6750, E6850)
- Intel Core 2 Extreme (X6800)

Jądro Kentsfield:
- Intel Core 2 Quad (Q6600, Q6700)
- Intel Core 2 Extreme (QX6700, QX6800, QX6850)

Jądro Wolfdale:
- Intel Celeron Dual-Core (E3200, E3300, E3400, E3500)
- Intel Pentium Dual Core (E5200, E5300, E5400, E5500, E5700, E5800, E6300, E6500, E6500K, E6600, E6700, E6800)
- Intel Core 2 Duo (E7200, E7300, E7400, E7500, E7600, E8200, E8300, E8400, E8500, E8600, E8700)

Jądro Yorkfield:
- Intel Core 2 Quad (Q8200, Q8300, Q8400, Q9300, Q9400, Q9500, Q9450, Q9550, Q9650)
- Intel Core 2 Extreme (QX9650, QX9770)